# The Bassmachine
The Bassmachine é o primeiro álbum de Basshunter. Ele foi lançado para a Internet em 2006.

## Lista de faixas
| #   | Título                    | Tempo |
| --- | ------------------------- | ----- |
| 1.  | "The Bassmachine"         | 2:22  |
| 2.  | "The Big Show"            | 5:36  |
| 3.  | "The True Sound"          | 5:25  |
| 4.  | "Train Station"           | 5:45  |
| 5.  | "Contact by Bass"         | 3:53  |
| 6.  | "Syndrome de Abstenencia" | 6:34  |
| 7.  | "The Warpzone"            | 5:34  |
| 8.  | "Bass Worker"             | 6:14  |
| 9.  | "Transformation Bass"     | 5:03  |
| 10. | "Fest Folk"               | 4:34  |